# Kosmos 44
Kosmos 44 – radziecki eksperymentalny satelita meteorologiczny, pierwszy satelita meteorologiczny wystrzelony z kosmodromu Bajkonur; prototyp statków typu Meteor-1.
Jego misją było sprawdzenie funkcjonowania podstawowych elementów wyposażenia przyszłych satelitów Meteor, w tym anteny pracującej na częstotliwości 90 MHz i 137,3 MHz (przesyłanie zdjęć). Testowano też proste kamery TV (rozdzielczość 0,7×1,4 km, z wys. 1000 km, w nadirze) i podczerwieni (zakres 8–12 μm, rozdzielczość 8 km), oraz instrumenty aktynometryczne, które prawdopodobnie nie działały poprawnie. Dane były przesyłanie do stacji naziemnych w Moskwie, Nowosybirsku i Chabarowsku.
Podobne misje były udziałem satelitów Kosmos 48, Kosmos 100 i Kosmos 118.
Statek pozostaje na orbicie okołoziemskiej o trwałości szacowanej na 50 lat.